# عبد العزيز كامل
عبد العزيز كامل (29 أكتوبر 1919 - 2 أبريل 1991) مؤلف ووزير الأوقاف المصري سابقًا.

## حياته ونشأته
ولد الدكتور عبدالعزيز كامل في 29 أكتوبر 1919، بدأ حياته التعليمية فيها قبل أن ينتقل إلى القاهرة ويقطن في إمبابة بمحافظة الجيزة، والتحق بقسم الجغرافيا في كلية الآداب جامعة الملك فؤاد الأول، وتخرج فيه سنة 1939.

## مسيرته
عمل في بداية حياته مدرسا ومنها في معهد شبين الكوم العالي للتربية قبل أن يحصل على الدكتوراه ويعمل أستاذ الجغرافيا البشرية بنفس الجامعة، وظل كذلك حتى تم اختياره في عهد عبدالناصر اختير نائب كرئيس الوزراء للشئون الدينية ووزير الأوقاف، ثم أسند إلأيه العناية بشئون الأزهر الشريف في مارس 1968م.

## علاقته مع الاخوان
- تعرف على الإخوان المسلمين من خلال مصاحبته للأستاذ محمد عبدالحميد أحمد زعيم الطلبة الإخوان بكلية الآداب بجامعة القاهرة، والذي عرفه بالأستاذ حسن البنا عام 1936م حيث اختاره بعد تخرجه عام 1939م في المركز العام.
- اعتقال بعد حل الجماعة عام 1948م حيث سجن مع العديد من قيادات الإخوان في سجن الطور[4]
- اعتقل كامل بعد حادثة المنشية عام 1954 حيث سجن بالسجن الحربي وحينما خرج منه وتغيير فكره ومنهجه حيث أصبح صديقا مقربا من عبد الناصر وتولى منصب وزير الأوقاف[5] في حكومة عبدالناصر، وقد هاجم الجماعة في بعض الأحيان سواء في عهد عبد الناصر أو في مذكراته بعنوانه نهر الحياة.[6]

## سافره للخارج
سافر إلى الكويت وعمل مديرا لجامعة الكويت 1972-1973، كما اختير كمستشار بالديوان الأميري بالكويت.
عضو اللجنة العالمية لتاريخ الإنسانية الثقافي والعلمي اليونسكو - باريس.
عضو المجمع الملكي لبحوث الحضارة الإسلامية مؤسسة آل البيت عمان- الأردن.
عضو المجلس الأعلى للشئون الإسلامية القاهرة، وقائم بأعمال رئيس جامعة الأزهر.

## مذكرته
كان كامل عضو «التنظيم السرى» بالإخوان المسلمين، طبع مذكراته، وتضمنت المذكرات تفاصيل دقيقة حول مقتل القاضى الخازندار، وتفاصيل الخلاف بين عبد الرحمن السندى زعيم «التنظيم السرى» مع حسن البنا مرشد الجماعة الأول، خلال جلسة عاصفة، عقدت في اليوم التالي لواقعة الاغتيال، وبدأ فيها البنا متوتراً للغاية حتى إنه صلى العشاء ثلاث ركعات، وأشار فيها كامل إلى عدم إيمان حسن البنا بمبدأ الشورى.

## أوسمة وجوائز
- وسام الجمهورية من الطبقة الأولى من الرئيس محمد أنور السادات.
- وسام الجمهورية من الطبقة الأولى من الرئيس محمد حسني مبارك.
- وشاح الملك عبد العزيز من الطبقة الثانية من الملك فيصل بن عبد العزيز آل سعود ملك المملكة العربية السعودية.
- علامة إقبال وجائزة تقديرية من الباكستان عن إسهاماته في الكتابة عن إقبال.
- جائزة أرسطو من اليونسكو عن المشاركة في كتابة الجزء الرابع من مجلدات التطور العلمي والثقافي لتاريخ الإنسانية وذلك بعد وفاته. وذلك ضمن 40 كتاب من العالم كله.
- أوسمة مختلفة من جامعة الأزهر وجامعة القاهرة والدراسات العليا لضباط الشرطة.

## مؤلفاته
- دروس من سورة يوسف.
- الإسلام والمستقبل.
- الإسلام والعصر.
- خطوات نحو القدس.
- نحو تخطيط علمي لدراساتنا الإفريقية.
- أحاديث رمضان.
- الدين والحياة..
- دروس من غزوة أحد.
- مواقف إسلامية.
- مدخل جغرافي إلى قصص القرآن الكريم.
- مذكرات نهر الحياة.

## وفاته
توفى يوم الأربعاء الموافق 2 أبريل 1991- 17 رمضان 1411 هـ.